# Le Bistrot du péché
Pour plus de détails, voir Fiche technique et Distribution.
Le Bistrot du péché (South Sea Sinner) est un film américain réalisé par H. Bruce Humberstone en 1950.

## Synopsis
Un propriétaire de café sur une île des mers du Sud fait du chantage avec un fugitif de la justice.

## Fiche technique
- Titre : Le Bistrot du péché
- Titre original : South Sea Sinner
- Réalisation : H. Bruce Humberstone
- Scénario : Joel Malone et Oscar Brodney d'après une histoire de Ladislas Fodor et László Vadnay
- Musique : Walter Scharf
- Photo : Maury Gertsman
- Montage : Ted J. Kent
- Direction artistique : Bernard Herzbrun et Richard H. Riedel
- Décors : Oliver Emert et Russell A. Gausman
- Costumes : Orry-Kelly
- Chorégraphe : Harold Belfer
- Production : Michael Kraike
- Société de production et de distribution : Universal Pictures
- Pays de production : américain
- Langue : anglais
- Genre : Film d'aventure
- Format : Noir et blanc - 35 mm - 1,37:1 - Son : Mono (Western Electric Recording)
- Durée : 88 minutes
- Dates de sortie : 
  - États-Unis : 30 août 1950 (Fargo (Dakota du Nord))
  - France : 18 février 1953

## Distribution
- Macdonald Carey : 'Jake' Davis
- Shelley Winters : Coral
- Luther Adler : Cognac
- Frank Lovejoy : Doc
- Helena Carter : Margaret Landis
- Art Smith : Grayson
- John Ridgely : Williams
- James Flavin : Andrews
- Molly Lamont : Kay Williams
- Si-Lan Chen : Lee
- Henry Kulky : Barman
- Fred Nurney : Capitaine
- Phil Nazir : Lieutenant
- Liberace : Maestro

Acteurs non crédités : 
- Michael Ansara : policier indien
- Peter Leeds : deuxième policier